# Вайшер, Маттиас
Маттиас Вайшер (нем. Matthias Weischer; род. 1973, Эльт, Райне, Германия) — современный немецкий художник, живописец. Живёт и работает в Лейпциге.

## Образование
- 1995—2001 Высшая школа графики и книжного искусства, Лейпциг
- 2000—2003 Meisterschüler in the class of Prof. S. Gille

## Творчество
В живописи Маттиас Вайшер использует архитектуру как центральную тему для изучения возможностей пространственного воображения. Орнаментальное богатство, несовместимые перспективы и сложное расположение объектов используются для создания психологического напряжения. Посредством банальности дизайна Вайшер представляет состояние современного сознания, когда модель жизни отражает желание и тревогу. Богатые поверхности контрастируют с геометрическими абстрактными полями с проработанными декоративными деталями, создавая игру между плоскостью и объёмом. Начиная с плана пустой комнаты, Маттиас Вайшер строит воображаемый интерьер слой за слоем, каждый добавляемый элемент раздвигает границы воспринимаемого пространства. Головокружительные повторяющиеся мотивы и визуальные загадки в духе Эшера вызывают ощущение сверхъестественного. Каждый холст представляет невероятную конструкцию. Никогда не населенные, пустынные интерьеры Вайшера не дают намека на характер своих жителей.

## Персональные выставки
| - 2009 Kunsthalle Mainz - 2008 Gemeentemuseum, Den Haag, Нидерланды - 2008 In the Space Between, CAC Málaga, Centro de Arte Contemporáneo de Málaga, Испания - 2008 Kloster Bentlage, Rheine - 2007 Museum zu Allerheiligen, Schaffhausen, Швейцария - 2007 Kunsthalle Mannheim - 2007 Gemeentemuseum, Den Haag, Netherlands | - 2007 «Matthias Weischer. Der Garten — Arbeiten auf Papier», Neuer Berliner Kunstverein - 2006 Matthias Weischer. Arbeiten auf Papier, Kunstverein Konstanz; Kunstverein Ulm - 2006 Galerie EIGEN + ART, Berlin - 2006 Matthias Weischer. Malerei, Ludwig Forum Aachen - 2005 Museum der bildenden Künste Leipzig - 2004 simultan, Künstlerhaus Bremen | - 2003 3 Zimmer, Diele, Bad, Galerie LIGA, Берлин - 2003 Anthony Wilkinson Gallery, Лондон - 2002 Räumen, Kunsthaus Essen - 2001 Matthias Weischer. Malerei, Galerie Kleindienst, Лейпциг - 2001 Antrittsausstellung, Kabinett der Galerie im Kunsthaus Essen |

## Публичные коллекции
- Музей современного искусства Франкфурта
- ARKEN Музей современного искусства
- Музей изобразительных искусств (Лейпциг)
- Arario Collection
- Музей современного искусства, Лос-Анджелес
- Sammlung Goetz, Мюнхен
- Sammlung Olbricht, Эссен
- Фонд V-A-C
- The Rubell Family Collection
- Museum Frieder Burda, Баден-Баден
- Sammlung Essl Privatstiftung, Клостернойбург
- Collection Susan and Michael Hort, Нью-Йорк
- Kulturstiftung des Freistaates Sachsen

## Награды и гранты
- 2007 Scholarship of the Deutsche Akademie Rom Villa Massimo, Рим
- 2007 Art award of Helmut-Kraft-Stiftung
- 2005 Art award of Leipziger Volkszeitung
- 2005 laureate of the August-Macke-Preis
- 2004 — 05 Лауреат Rolex Mentor and Masterstudent Initiative with David Hockney
- 2002 — 03 scholarship Stiftung Kunstfonds Bonn e.V.
- 2001 — 02 scholarship «Junge Kunst in Essen» at Kunsthaus Essen